# Ênio Andrade
Ênio Vargas de Andrade (Porto Alegre, 31 gennaio 1928 – Porto Alegre, 22 gennaio 1997) è stato un calciatore e allenatore di calcio brasiliano, di ruolo centrocampista.
Campione del Brasile per tre volte con altrettante squadre diverse, conta più di trecento panchine nel campionato brasiliano. È, insieme a Rubens Minelli, l'unico allenatore ad aver vinto per tre volte il titolo: Muricy Ramalho con quattro e Vanderlei Luxemburgo con cinque li precedono nel novero degli allenatori più vincenti del Brasileirão.

## Caratteristiche tecniche
Era un centrocampista offensivo dotato di una buona tecnica.

## Carriera

### Giocatore

#### Club
Debuttò, nel 1949, con il São José, e presto si trasferì all'Internacional, società della sua città natale, con cui vinse per due volte consecutive il campionato statale. Nel 1951 passò al Renner, con cui, nel 1954, vinse l'unico torneo Gaúcho della storia del club, che fino al 1998 rimase l'unico ad aver ottenuto il trofeo al di fuori delle due grandi Internacional e Grêmio. Nel 1957 la compagine si sciolse, ed Ênio Andrade decise di trasferirsi al Palmeiras, nello stato di San Paolo. Con il Verdão vinse un campionato Paulista e una Taça Brasil, nel 1960. Si ritirò poi nel 1962 con la maglia del São José.

#### Nazionale
Ênio Andrade prese parte alla vittoriosa campagna del Brasile durante il campionato Panamericano 1956. Il suo debutto avvenne il 1º marzo contro il Cile; giocò poi le successive sfide con Perù (6 marzo), Messico (8 marzo), Costa Rica (13 marzo) e Argentina (18 marzo). Contro quest'ultima selezione, rivale della Nazionale brasiliana, segnò la sua unica rete in campo internazionale, al minuto numero 58.

### Allenatore
Iniziò professionalmente ad allenare negli anni 1970, sebbene avesse già avviato la propria attività nel 1962. Nel 1975 assunse per la prima volta la guida del Grêmio, società che a livello statale era la principale avversaria dell'Internacional in cui aveva militato da giocatore. Rimase in carica per ventotto partite, vale a dire tutto il campionato, che per il club terminò il 3 dicembre con la partita contro lo Sport. La stagione seguente si sedette sulla panchina del Santa Cruz, diciassette partite, e quella ancora successiva su quella dello Sport, per sole otto gare. Il IV Copa Brasil vide Andrade guidare il Juventude, e nel 1979 fu assunto dall'Internacional. Con il club Colorado arrivò fino alla vittoria del torneo nazionale; la doppia finale fu appannaggio della formazione del tecnico gaúcho, che vinse entrambe le gare contro il Vasco da Gama. Al termine del campionato, l'Internacional non aveva perso una sola partita. Sconfitto in semifinale nel 1980 dall'Atlético Mineiro, Andrade fu messo sotto contratto dal Grêmio; ancora una volta, vinse il titolo nazionale, senza perdere un incontro. L'anno successivo portò nuovamente il Grêmio in finale, ma stavolta il Flamengo ebbe la meglio, e Andrade lasciò la panchina del club tricolor. Dopo aver conquistato un campionato statale Pernambucano con il Náutico, gli fu offerta la panchina del Coritiba: a sorpresa, la società dello Stato del Paraná vinse il , sconfiggendo il Bangu nella finalissima. Tornò a dirigere l'Internacional nel 1987, dopo un'esperienza allo Sport, e portò la formazione di Porto Alegre alla finale, persa nuovamente con il Flamengo. Nel 1989 inaugurò il rapporto con il Cruzeiro, che si protrasse per altri tre periodi, nel 1992, nel 1994 e nel 1995; quest'ultimo segnò la fine dell'esperienza di Andrade come allenatore.

## Palmarès

### Giocatore

#### Club

##### Competizioni statali
- Campionato Gaúcho: 3

Internacional: 1950, 1951
Renner: 1954
- Campionato paulista: 1

Palmeiras: 1959

##### Competizioni nazionali
- Taça Brasil: 1

Palmeiras: 1960

#### Nazionale
- Campionato Panamericano: 1

1956

#### Individuale
- Capocannoniere del Campionato Gaúcho: 1

1950

### Allenatore

#### Competizioni nazionali
- Campionato brasiliano: 3

Internacional: 1979
Grêmio: 1981
Coritiba: 1985
- Campionato Pernambucano: 1

Náutico: 1984
- Campionato Mineiro: 2

Cruzeiro: 1992, 1994

#### Competizioni internazionali
- Supercoppa Sudamericana: 1

Cruzeiro: 1991
- Copa de Oro: 1

Cruzeiro: 1995